# Sarry (Saône-et-Loire)
Sarry település Franciaországban, Saône-et-Loire megyében. Lakosainak száma 95 fő (2022. január 1.). Sarry Saint-Didier-en-Brionnais, Anzy-le-Duc, Briant, Sainte-Foy és Semur-en-Brionnais községekkel határos.

## Népesség
A település népessége az elmúlt években az alábbi módon változott:
| Lakosok száma | 124  | 123  | 118  | 104  | 95   | 93   | 90   | 88   | 95   |
|               | 2013 | 2015 | 2016 | 2017 | 2018 | 2019 | 2020 | 2021 | 2022 |